# Dominik Fitz
Dominik Fitz (Vienna, 16 giugno 1999) è un calciatore austriaco, centrocampista dell'Austria Vienna.

## Caratteristiche tecniche
È un trequartista.

## Carriera

### Club
Cresciuto nel settore giovanile dell'Austria Vienna, ha esordito in prima squadra il 31 marzo 2018 disputando l'incontro di tipico-Bundesliga vinto 2-1 contro l'Altach.

### Nazionale
Ha giocato nelle nazionali giovanili austriache Under-17, Under-19 ed Under-21.

## Statistiche
Statistiche aggiornate al 12 dicembre 2019.

### Presenze e reti nei club
| Stagione        | Squadra         | Campionato      | Campionato | Campionato | Coppe nazionali | Coppe nazionali | Coppe nazionali | Coppe continentali | Coppe continentali | Coppe continentali | Altre coppe | Altre coppe | Altre coppe | Totale | Totale | Totale |
| Stagione        | Squadra         | Comp            | Pres       | Reti       | Comp            | Pres            | Reti            | Comp               | Pres               | Reti               | Comp        | Pres        | Reti        | Pres   | Reti   |        |
| --------------- | --------------- | --------------- | ---------- | ---------- | --------------- | --------------- | --------------- | ------------------ | ------------------ | ------------------ | ----------- | ----------- | ----------- | ------ | ------ | ------ |
| 2017-2018       | Austria Vienna  | BL              | 7          | 1          | CA              | 0               | 0               |                    | -                  | -                  |             | -           | -           | 7      | 1      |        |
| 2018-2019       | Austria Vienna  | BL              | 2          | 0          | CA              | 0               | 0               |                    | -                  | -                  |             | -           | -           | 2      | 0      |        |
| 2019-2020       | Austria Vienna  | BL              | 14         | 1          | CA              | 2               | 0               | UEL                | 2                  | 0                  |             | -           | -           | 18     | 1      |        |
| Totale carriera | Totale carriera | Totale carriera | 23         | 2          |                 | 2               | 0               |                    | 2                  | 0                  |             | -           | -           | 27     | 2      |        |